# Grb Občine Velike Lašče
Grb Občine Velike Lašče je upodobljen na ščitu poznogotskega stila, sanitske oblike, ki je na sredini vzdolžno razdeljen z zlato cinasto črto s petimi cinami. Črta deli ščit na modro in zeleno polje. V zgornjem, modrem polju se nahaja odprta nepopisana knjiga z rdečimi platnicami. Na vsaki strani knjige je po eno gosje pero v črnilniku. V spodnjem, zelenem polju je upodobljen zlati turov bik s črnim okrasjem.
Zlati trak, s katerim je obrobljen ščit, lahko služi le kot grbovni okras.